# کلیسای جامع آلکساندر نوسکی (باکو)
کلیسای جامع آلکساندر نوسکی (روسی: Александро-Невский Собор؛ ترکی آذربایجانی: Aleksandr Nevski Başkilsəsi) یک کلیسای ارتدکس روسی در شهر باکو، پایتخت جمهوری آذربایجان بود، که در سال ۱۹۸۹ ساخته و به سال ۱۹۳۶ از سوی بلشویک‌ها تخریب شده‌است. این بنا روزگاری بزرگ‌ترین کلیسا در منطقه قفقاز جنوبی بود. بین مردم به عنوان «کلیسای طلادار» نیز معروف بود.

## تاریخچه
در سال ۱۸۷۸، «والریان پُزن» استاندار «استان باکو» ساخت کلیسایی برای جامعهٔ ارتدکس شهر مطرح کرد، که «نهاد علی مسائل مذهبی» با این ابتکار موافقت نمود. به موجب آن تصمیم‌گیری شد، که این کلیسا در خیابان «پرسیدسکایا» (خیابان «مختارف» فعلی) در جای قبرستان مسلمانان بنا شود. پس از ۱۰ سال بحث و جدال بین دولت و مردم بر سر محل ساخت کلیسا، کارهای عملیاتی ساخت و ساز شروع گردید. ۸ اکتبر ۱۸۸۸، مراسم کلنگ‌زنی با حضور الکساندر سوم، تزار روسیه برگزار شد. معمار آلمانی کلیسا «روبرت مارفلد» با دستیاری «ائوسیف قسلاوسکی» کارهای عملیاتی ساخت و ساز را آغاز کرد.
ولی با اتمام بودجه تخصیصی بزودی کارهای ساخت و ساز معلق شد، که با حمایت مالی مردم باکو این مشکل حل و فصل شد. ناگفته نماند ۷۰ درصد حمایت مالی از سوی مسلمانان صورت گرفته بود. همچنین زین‌العابدین تقی‌یف ۱۰ هزار منات از دارایی‌های خود برای ساخت این کلیسا اهدا نموده بود. ۱۰ هزار منات دیگر را نیز جامعه یهودی باکو جمع‌آوری کرده بودند. ساخت بنای کلیسا در سال ۱۹۸۹ پایان پذیرفت.
در سال ۱۹۳۶، کلیسا به دست رژیم ژوزف استالین با جاسازی مواد منفجره در بنا تخریب گردید. هم‌اکنون «مدرسه موسیقی بلبل» و مدارس شمارهٔ ۱۸۹ و ۱۹۰ در محل قرارگیری کلیسای قبلی واقع می‌باشند.

## نگارخانه

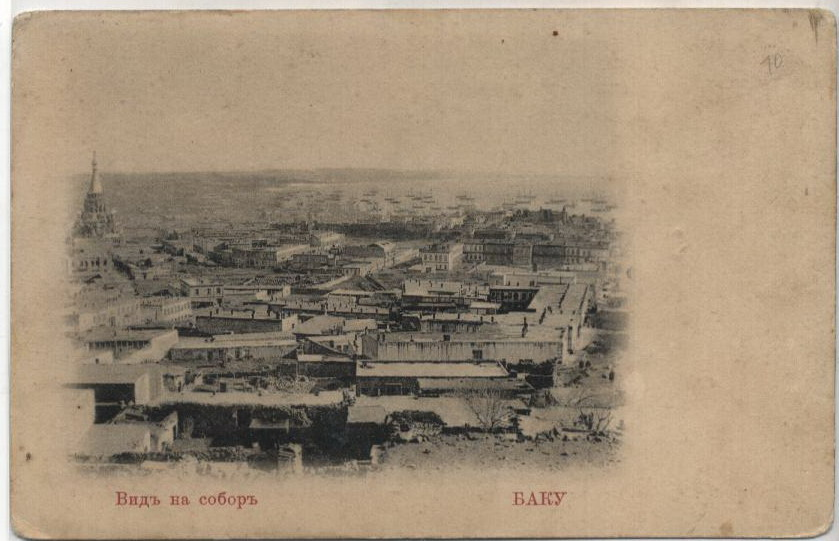
چشم‌انداز شهر باکو به‌همراه کلیسای جامع «آلکساندر نوسکی» روی کارت پستال منتسب به اویل قرن اواخر قرن ۱۹
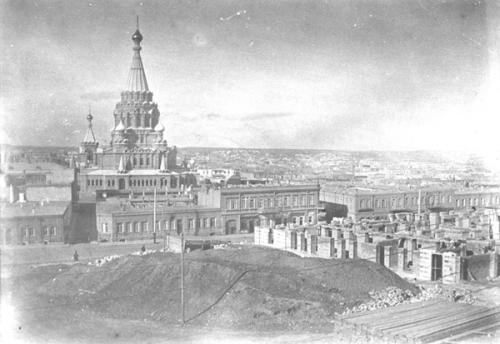
نمای کلیسا از قلعه باکو در پایان قرن ۱۹
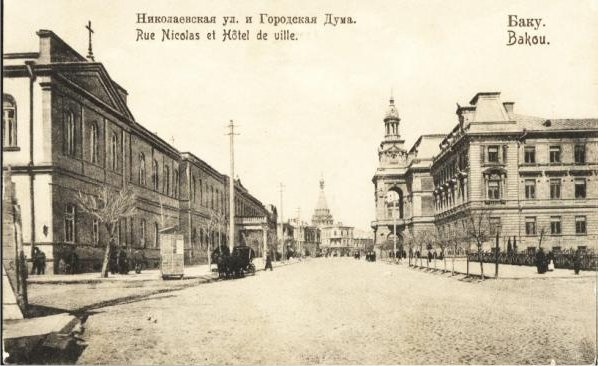
نمایش کلیسای جامع از شورای شهر باکو در اوایل قرن بیستم
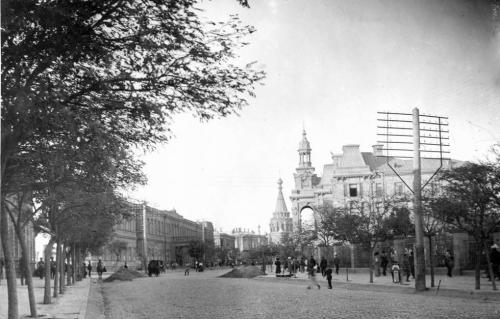
نمای کلیسا از خیابان «نیکولایفسکی» در دهه ۱۹۱۰
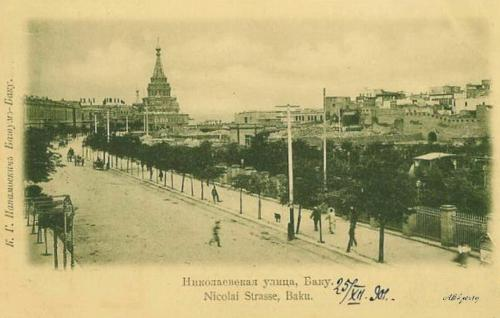
چشم‌انداز کلیسا از خیابان «نیکولایفسکی» در سال ۱۹۰۱